# 恩地町
恩地町（おんぢちょう）は静岡県浜松市中央区の町名。丁番を持たない単独町名である。住居表示未実施。

## 地理
浜松市中央区の東部、芳川地区の中西部に位置する。東で芳川町及び四本松町、西で都盛町、南で大柳町、北で参野町と接する。

### 学区
小学校・中学校の学区は以下の通りである。
- 浜松市立芳川北小学校
- 浜松市立南陽中学校

## 歴史

### 町名の由来
昔、大柳郷の上名職・下名職に分かれていたころ、楠氏の遺臣と称する太田政友の子、彦十郎政忠が住んでいた。この地の主、安間与三郎は貧困となり納税できなくなり、領主今川氏真に安間家所有の田地を取り上げられた。政忠の母は、安間氏の出であったので、金を出して税金を払ってやった。氏真は政忠に田地を下賜（かし）した。安間与三郎は村民に多額の前借をしていたので村民がその田地を返せと迫った。そこで政忠は、この土地は領主より、「四六ヶ所大明神」と白山権現の神田とともに与えられたとの免租の宝印を示したので、村民は納得した。今川氏真はその義に感じて、この土地は大守の恩の地であると、この土地を与え恩地と村名をつけた。

### 沿革
- 1876年（明治9年） - 長上郡恩地村が周辺の村と合併し、都盛村となる[書籍 2]。
- 1889年（明治22年）4月1日 - 町村制の施行により、長上郡都盛村が周辺の村と合併して長上郡芳川村となる。旧村名は芳川村の大字として残る[書籍 3]。
- 1896年（明治29年）4月1日 - 郡制の施行により、芳川村の所属郡が浜名郡に変更となる。
- 1954年（昭和29年）7月1日 – 芳川村が浜松市に編入される。
- 1955年（昭和30年） - 大字都盛の一部を分離し、恩地町を新設する[WEB 8]。
- 2007年（平成19年）4月1日 - 浜松市が政令指定都市となる。恩地町は南区の一部となる。
- 2024年（令和6年）1月1日 - 浜松市の行政区再編により、恩地町は中央区の一部となる。

## 施設
- 学校法人頭陀寺学園 幼保連携型認定こども園 ずだじこども園
- 臨済宗方広寺派 帰一山 報恩寺
- 白山神社

## 交通

### 道路
- 国道1号（浜松バイパス）[書籍 4]
- 浜松市道恩地1号線（四辻村中通り）[WEB 9][WEB 10]
- 浜松市道恩地7号線（白山宮前（はくさんみやまえ）通り）[WEB 9][WEB 10]
- 浜松市道恩地7号線（海東（かいとう）通り）[WEB 9][WEB 10]

## その他

### 警察
警察の管轄区域は以下の通りである。
| 番・番地等 | 警察署       | 交番・駐在所 |
| ---------- | ------------ | ------------ |
| 全域       | 浜松東警察署 | 芳川町交番   |

### 消防
消防の管轄区域は以下の通りである。
| 番・番地等 | 消防署   | 本署/出張所 |
| ---------- | -------- | ----------- |
| 全域       | 南消防署 | 芳川出張所  |

### 書籍
1. ↑  『わが町文化誌 水と光と緑のデルタ』浜松市南陽公民館、1991年10月22日、24,25頁。
2. ↑  『浜松市史 三』浜松市役所、1980年3月26日、20,21頁。
3. ↑  『浜松市史 三』浜松市役所、1980年3月26日、176頁。
4. ↑  『わが町文化誌 水と光と緑のデルタ』浜松市南陽公民館、1991年10月22日、66,67頁。

### WEB
1. ↑  “h02_22.csv”.   総務省 (2022年2月10日). 2024年7月29日閲覧。
2. ↑  “chuouku_menseki.xlsx”.   浜松市 (2024年3月12日). 2024年7月29日閲覧。
3. ↑  “静岡県 浜松市中央区 恩地町の郵便番号 - 日本郵便”.   日本郵便. 2025年2月15日閲覧。
4. ↑  “市外局番の一覧”.   総務省 (2022年3月1日). 2024年7月29日閲覧。
5. ↑  “事業所案内及び管轄地域（事務所3件、分室3件）”.   一般社団法人静岡県自動車会議所. 2024年7月29日閲覧。
6. ↑  “住居表示実施状況／浜松市”.   浜松市 (2024年1月4日). 2024年7月29日閲覧。
7. ↑  “学校名から探す／浜松市”.   浜松市 (2024年1月1日). 2024年7月29日閲覧。
8. ↑  “解説ページ”.   株式会社エア. 2024年10月4日閲覧。
9. 1 2 3  “06aisyouhyoushiki-hyoushiki2.pdf”.   浜松市南陽協働センター (2024年7月5日). 2024年8月5日閲覧。
10. 1 2 3  “08aisyouhyoushiki-itizu.pdf”.   浜松市南陽協働センター (2024年7月5日). 2024年8月5日閲覧。
11. ↑  “芳川町交番｜静岡県警察”.   静岡県警察 (2024年1月1日). 2024年7月29日閲覧。
12. ↑  “消防署の町別管轄「お」／浜松市”.   浜松市 (2021年3月21日). 2024年7月29日閲覧。